# Venus and the Razorblades
Venus and the Razorblades – amerykański zespół punkowy/nowofalowy, istniejący w latach 1976-1978. Został założony przez ówczesnego producenta The Runaways, Kima Fowleya, gdy grupa koncertowała w Europie. W zespole występowały zarówno dziewczyny, jak i chłopcy. Grupa składała się głównie z nastolatków.
Dwa utwory autorstwa Venus and the Razorblades, "I Wanna Be Where The Boys Are" i "All Right You Guys", zostały nagrane przez The Runaways na albumie Live in Japan. Wykonania oryginalne znajdują się na płycie Songs from the Sunshine Jungle, jedynym longplayu grupy, wydanym tuż po rozpadzie w 1978.

## Byli członkowie
- Roni Lee - gitara, śpiew
- Steven T. - gitara, śpiew
- Dyan Diamond - śpiew
- Vicki Razorblade - śpiew
- Danielle Faye - gitara basowa
- Kyle Raven - perkusja
- Nickey Beat - perkusja